# Etoro
Els etoro o edolo són una tribu i un grup ètnic de Papua Nova Guinea. El seu territori comprèn els vessants meridionals del Mont Sisa, a la vora sud de la serralada central de Nova Guinea, a prop de l'altiplà de Papuan. Són molt coneguts entre els antropòlegs a causa dels actes rituals practicats entre els nois joves i els homes de la tribu. Els etoro creuen que els mascles joves han d'ingerir el semen dels seus majors per assolir la condició masculina adulta i madurar adequadament i créixer forts.
Els etoro creuen que cadascú d'ells conté una certa quantitat de força de vida, les concentracions més altes de les quals es troben en el semen. Aquesta força vital passa als altres a través de les relacions sexuals, i es considera que les dones desaprofiten la força vital si no queden embarassades després d'aquestes. El fet que la gent envelleixi i el seu cos es debiliti s'atribueix a un esgotament de la seva força de vida. Dennis O'Neil i Conrad Phillip Kottak coincideixen que la majoria dels homes es casen i tenen relacions heterosexuals amb les seves dones. La por que el sexe heterosexual faci que morin abans i la creença que el sexe homosexual perllonga la vida significa que les relacions heterosexuals estan enfocades cap a la reproducció.
El 2009, la National Geographic Society va estimar que hi havia menys de 1.668 parlants de la llengua etoro/edolo.